# Sefanaia Naivalu

a Compétitions nationales et continentales officielles uniquement.

b Matchs officiels uniquement.
Dernière mise à jour le 19 mai 2025.
Sefanaia Naivalu, né le 7 janvier 1992 à Levuka (Fidji), est un joueur de rugby à XV international australien d'origine fidjienne évoluant principalement au poste d'ailier. Il mesure 1,86 m pour 94 kg.

## Carrière

### En club
Sefanaia Naivalu commence à jouer dans son pays natal, avec le Ovalau Rugby Club dans le championnat local. En 2014, il rejoint l'Australie grâce au Rugby Plus Program, qui permet à certains bons joueurs fidjien d'aller jouer en Dewar Shield (championnat de la région de Melbourne). Il joue alors avec le club de Box Hill, où il se fait particulièrement remarquer en inscrivant 17 essais en une saison,.
Il se fait alors repérer par l'équipe des Melbourne Rising dans le championnat des provinces australiennes nouvellement créé : le NRC. Il effectue alors une bonne première saison, en inscrivant 5 essais en autant de matchs disputés.
Ses bonnes performances en NRC lui permettent, en 2015, de décrocher un premier contrat en Super Rugby avec la province des Melbourne Rebels,. Il fait ses débuts professionnels le 13 février 2015 lors d'un match contre les Crusaders. Il s'impose alors assez rapidement comme un cadre de l'équipe, grâce à ses qualités de vitesse (chronométré à 10 s 5 au 100 mètres) et d'évitement,. À la fin de sa première saison, il prolonge son contrat jusqu'en 2017. En 2016, il prolonge encore une fois pour deux années supplémentaires, portant son engagement avec les Rebels jusqu'en 2019.
En décembre 2018, il est libéré de sa dernière année de contrat avec les Rebels et s'engage avec les Queensland Reds. Il dispute également la saison 2019 de NRC avec Brisbane City.
En mars 2019, il signe un contrat de trois saisons avec le Stade français évoluant en Top 14. En novembre 2021, il prolonge son contrat pour deux saisons supplémentaires, portant son engagement jusqu'en 2024. Lors de la saison 2023-2024, il ne joue qu'un seul match à cause de blessures,.
Non-conservé à Paris, il s'engage en juillet 2024 avec l'US Carcassonne, évoluant en Nationale, pour un contrat de deux saisons. À la fin de la saison 2024-2025, son club est sacré champion de France après une victoire en finale face à Chambéry.

### En équipe nationale
En septembre 2016, Sefanaia Naivalu est sélectionné pour la première fois par Michael Cheika pour évoluer avec les Wallabies dans le cadre du Rugby Championship.
Il connait donc sa première cape internationale le 1er octobre 2016 à l'occasion d'un match contre l'équipe d'Afrique du Sud à Pretoria.

## Palmarès
- Vainqueur du Championnat de France de Nationale en 2025 avec l'US Carcassonne.

## Statistiques
Au 14 janvier 2023, Sefanaia Naivalu compte 10 capes en équipe d'Australie, dont 3 en tant que titulaire, depuis le 1er octobre 2016 contre l'équipe d'Afrique du Sud à Pretoria. Il inscrit cinq essais (25 points).
Il participe à une édition du Rugby Championship, en 2016. Il dispute une rencontre dans cette compétition.